# South Fork (Colorado)
South Fork és una població dels Estats Units a l'estat de Colorado. Segons el cens del 2000 tenia 604 habitants.

## Demografia
Segons el cens del 2000, South Fork tenia 604 habitants, 274 habitatges, i 187 famílies. La densitat de població era de 98,4 habitants per km².
Dels 274 habitatges en un 25,5% hi vivien nens de menys de 18 anys, en un 58% hi vivien parelles casades, en un 8,8% dones solteres, i en un 31,4% no eren unitats familiars. En el 27,7% dels habitatges hi vivien persones soles el 7,3% de les quals corresponia a persones de 65 anys o més que vivien soles. El nombre mitjà de persones vivint en cada habitatge era de 2,2 i el nombre mitjà de persones que vivien en cada família era de 2,63.
Per edats la població es repartia de la següent manera: un 21,7% tenia menys de 18 anys, un 7,1% entre 18 i 24, un 24,5% entre 25 i 44, un 29,1% de 45 a 60 i un 17,5% 65 anys o més.
L'edat mediana era de 43 anys. Per cada 100 dones de 18 o més anys hi havia 99,6 homes.
La renda mediana per habitatge era de 36.667 $ i la renda mediana per família de 45.417 $. Els homes tenien una renda mediana de 32.188 $ mentre que les dones 19.063 $. La renda per capita de la població era de 26.128 $. Entorn del 4,1% de les famílies i el 6,1% de la població estaven per davall del llindar de pobresa.

## Poblacions més properes
El següent diagrama mostra les poblacions més properes.